# Dryopsophus elkeae
Espèce
Synonymes
- Litoria elkeae Günther & Richards, 2000

Statut de conservation UICN

 DD  : Données insuffisantes
Dryopsophus elkeae est une espèce d'amphibiens de la famille des Pelodryadidae.

## Répartition
Cette espèce est endémique de Nouvelle-Guinée occidentale en Indonésie. Elle se rencontre dans le kabupaten de Nabire dans le centre-nord de la province de Papouasie en dessous de 300 m d'altitude.

## Description
Les mâles mesurent de 25,5 à 30,4 mm et les femelles de 33,8 à 36,0 mm.

## Étymologie
Cette espèce est nommée en l'honneur d'Elke Günther, l'épouse de Rainer Günther.

## Publication originale
- Günther & Richards, 2000 : A new species of the Litoria gracilenta group from Irian Jaya (Anura: Hylidae). Herpetozoa, vol. 13, p. 27-43.